# Phường 6, thành phố Trà Vinh
Phường 6 là một phường thuộc thành phố Trà Vinh, tỉnh Trà Vinh, Việt Nam.

## Địa lý
Phường 6 có vị trí địa lý:
- Phía đông giáp Phường 5
- Phía tây giáp Phường 7 và Phường 9
- Phía nam giáp Phường 9
- Phía bắc giáp Phường 2 và Phường 3.

Phường 6 có diện tích 1,01 km², dân số năm 2022 là 12.198 người, mật độ dân số đạt 12.077 người/km².

## Hành chính
Phường 6 được chia thành 6 khóm: 1, 3, 6, 7, 8, 9.

## Lịch sử
Sau năm 1975, Phường 6 là một phường thuộc thị xã Trà Vinh.
Ngày 4 tháng 3 năm 2010, Chính phủ ban hành Nghị quyết số 11/NQ-CP về việc thành lập thành phố Trà Vinh thuộc tỉnh Trà Vinh. Phường 6 trực thuộc thành phố Trà Vinh.
Ngày 15 tháng 10 năm 2019, HĐND tỉnh Trà Vinh ban hành Nghị quyết số 157/NQ-HĐND về việc:
- Sáp nhập khóm 2 vào khóm 1
- Sáp nhập khóm 4 vào khóm 7
- Sáp nhập khóm 5 vào khóm 6
- Sáp nhập khóm 10 vào khóm 9.